# Ceracis similis
Ceracis similis là một loài bọ cánh cứng trong họ Ciidae. Loài này được Horn miêu tả khoa học năm 1894.